# Sveinn Hákonarson
Sveinn Hákonarson (... – 1016 circa) è stato conte di Hlaðir e co-reggente di Norvegia dal 1000 fino a ca. 1015; figlio del conte Haakon Sigurdsson.

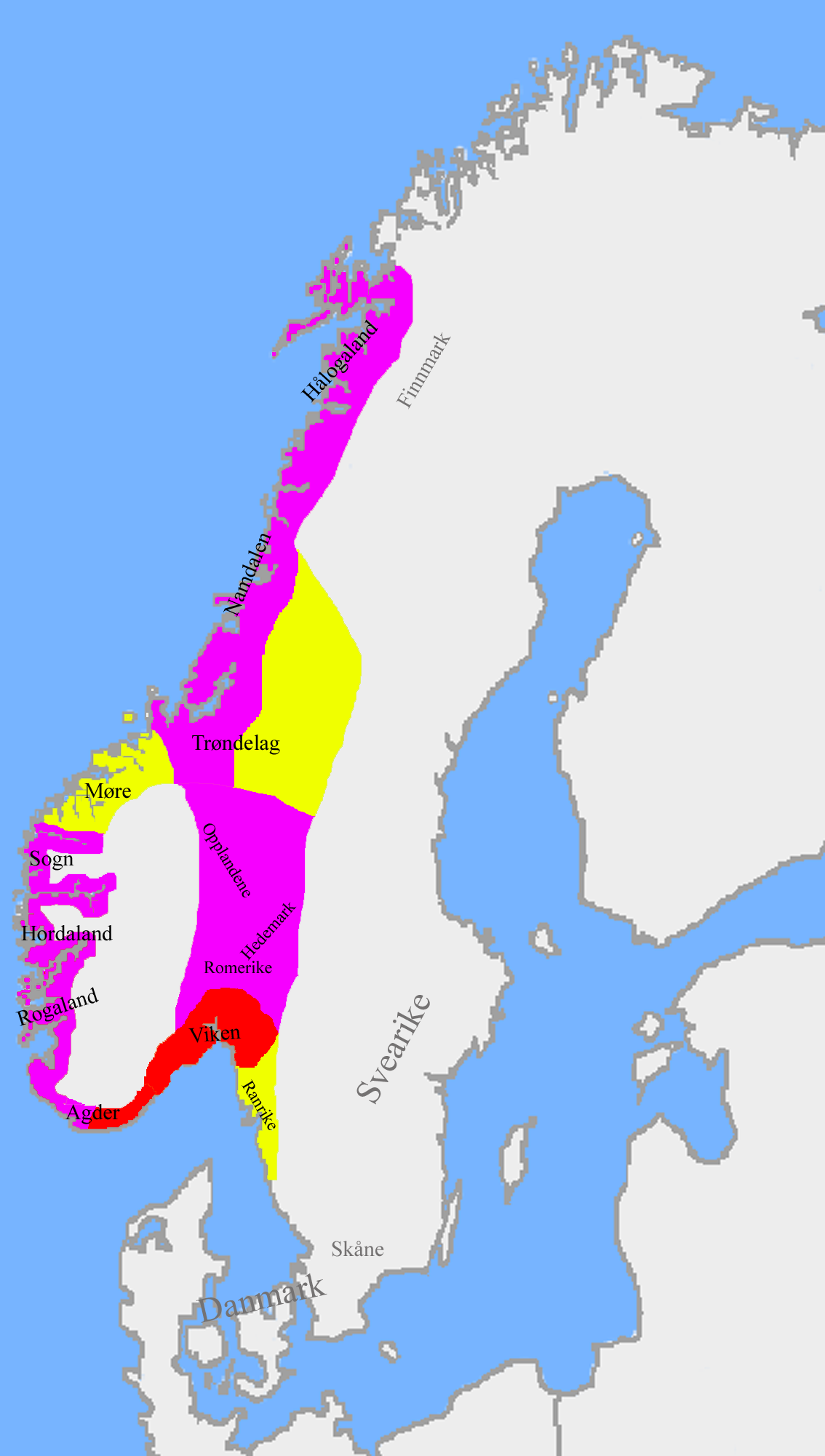
Dopo la battaglia di Svolder, Sveinn regnò sull'area segnata in giallo sulla mappa. La l'area indicata in viola fu governata dal suo fratellastro, Eiríkr, mentre la zona in rosso fu sotto il controllo diretto del re di Danimarca.

La prima vicenda in cui si trovano informazioni su di lui è la battaglia di Hjörungavágr, in cui, secondo quanto riportato dall'Heimskringla, egli comandò una flotta di 60 navi. Dopo la battaglia di Svolder, nell'anno 1000, Sveinn divenne co-reggente di Norvegia, insieme con il suo fratellastro Eiríkr Hákonarson. Successivamente, dopo che Eiríkr ri recò in Inghilterra nel 1014, Sveinn condivise il trono con Håkon Eiriksson. Nel 1015 Óláfr Haraldsson giunse in Norvegia e reclamò il trono; egli sconfisse Sveinn ed i suoi alleati nella battaglia di Nesjar. Sveinn si ritirò in Svezia, con l'intenzione di riorganizzarsi e tentare di riottenere il trono di Norvegia, ma morì di malattia prima di poter tornare.